# Oophaga pumilio
Espèce
Synonymes
- Dendrobates pumilio Schmidt, 1857
- Dendrobates typographus Keferstein, 1867
- Dendrobates ignitus Cope, 1874
- Dendrobates galindoi Trapido, 1953

Statut de conservation UICN

 LC  : Préoccupation mineure
Statut CITES
Oophaga pumilio est une espèce d'amphibiens de la famille des Dendrobatidae. Cette espèce est parfois appelée Dendrobate fraise ou Grenouille fraise.

## Répartition et habitat
Cette espèce se rencontre au Nicaragua, au Costa Rica et au Panama jusqu'à 500 m d'altitude.
Elle vit dans les forêts tropicales humides, voire dans les bosquets naturels de bananes et de cacao mais jamais dans les plantations.

## Description

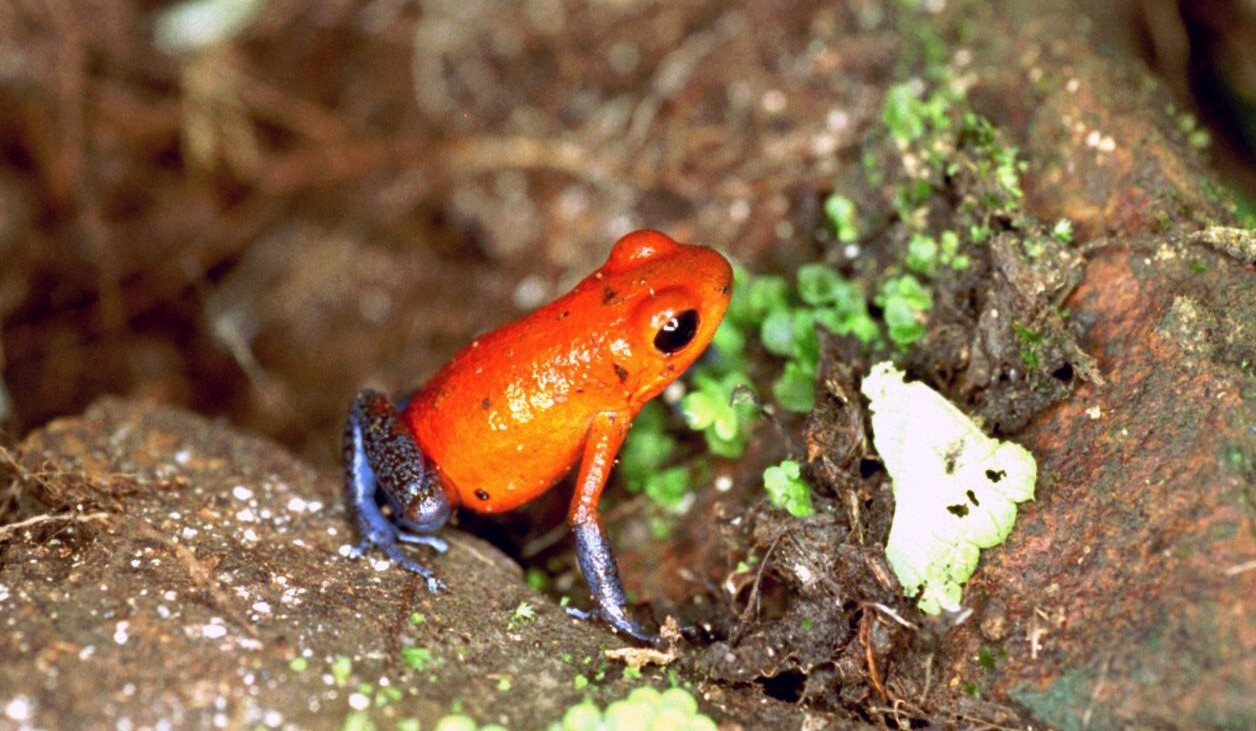
Oophaga pumilio

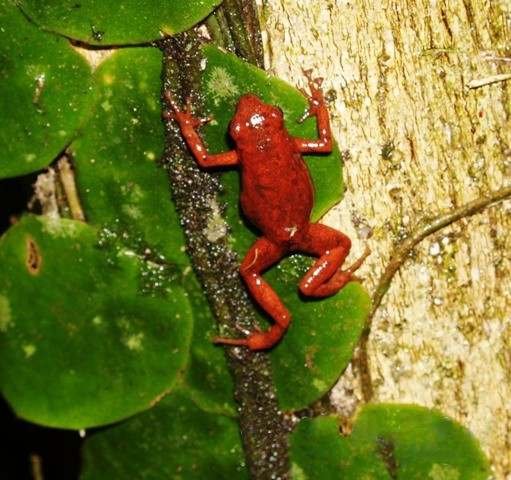
Oophaga pumilio

Cette espèce mesure de 17 à 24 mm. Elle présente de nombreux morphes : les "pumilio bribri" étant les plus grandes formes. La forme usuelle ("pumilio blue jeans") présente un corps rouge avec des taches noires et des pattes antérieures bleues ou noires. Les couleurs possibles des différents morphes varient du rouge au vert, en passant par le bleu, le violet et l'orangé. La forme des taches peut aussi varier.
La plupart des morphologies viennent de petites îles proches du Panama.

## Comportement
Le mâle séduit sa partenaire en poussant des petits cris. La femelle choisit le mâle au cri le plus puissant.elle est venimeuse
Une fois fécondée, la femelle surveille ses 2 à 16 œufs qui incubent à terre dans un lit de feuilles humides. Dès qu'un têtard éclot, la mère se le colle sur le dos avec un mucus très adhésif. Elle hisse ainsi ses " bébés " vers des calices de broméliacées remplis d'eau. Régulièrement, elle monte y pondre des œufs infertiles dont ils se nourrissent. Elle garde une mémoire prodigieuse des calices où elle a déposé ses petits. En dispersant sa progéniture dans de multiples caches, la mère accroît ses chances d'en sauver une partie. Les plantes hôtesses profitent aussi de cet élevage : " semi-carnivores ", elles se nourrissent des déjections et des cadavres d'insectes abandonnés par les têtards. Les têtards commencent à chanter vers 3-4 mois et sont matures sexuellement vers 6-7 mois.

## Publication originale
- Schmidt, 1857 : Diagnosen neuer frösche des zoologischen cabinets zu krakau. Sitzungberichte der Mathematisch-Naturwissenschaftlichen Classe der Kaiserlichen Akademie der Wissenschaften, vol. 24, p. 10–15 (texte intégral).